# Colonizzazione russa dell'America
Con l'espressione colonizzazione russa dell'America ci si riferisce al tentativo, da parte dell'Impero russo, di creare un proprio impero coloniale nel nord America tra il XVIII ed il XIX secolo.

## Storia

### Prime esplorazioni e colonie
Le prime esplorazioni russe dei territori americani ebbero luogo dopo il 1721, anno in cui Vitus Bering, per conto dell'Impero russo, scoprì il cosiddetto passaggio a nord-est, nonché lo stretto omonimo. Questa scoperta aprì la strada a successive spedizioni. Nel 1732 Ivan Fedorov fu il primo ad esplorare l'Alaska settentrionale; un simile primato spetta anche al già citato Bering, in compagnia dell'esploratore Aleksej Čirikov, primi nel 1741 ad avventurarsi nelle Isole Aleutine, nell'Alaska Meridionale, e lungo le coste del Nord America.
Occorsero tuttavia circa 50 anni per la fondazione della prima colonia. La prima venne fondata nel 1784 da parte di Grigorij Šelichov in Alaska. Seguì nel 1799 la fondazione della Compagnia russo-americana, società che favorì l'immigrazione di coloni nei nuovi territori. Creata da Nikolay Rezanov, aveva per fine sociale sfruttare economicamente un'importante risorsa di queste terre, le lontre, le cui pellicce erano molto richieste sul mercato.
In seguito, esploratori e coloni russi proseguirono nella creazione di avamposti commerciali in Alaska, nelle isole Aleutine, nella Columbia Britannica, nello stato di Washington, nell'Oregon ed ancora più a Sud, con la fondazione di Fort Ross nella California settentrionale. Quest'ultimo si trovava a circa 50 miglia da San Francisco e creò forti contrasti con l'Impero spagnolo, che controllava la California: fondato nel 1812, venne abbandonato per queste ragioni già nel 1841.
Nel 1818 un imprenditore russo, Georg Anton Schäffer, occupò Kauai nelle Hawaii e tentò di negoziare un trattato di protezione con il governatore indigeno dell'isola di Kaumualii, alle dipendenze del re Kamehameha I, allora sovrano delle Hawaii; lo zar Alessandro I rifiutò di firmare questo trattato. La popolazione delle colonie russe raggiunse la quota di 40.000 persone; la maggior parte dei coloni erano Aleuti e questi territori non furono mai veramente redditizi, in larga parte a causa degli elevati costi di trasporto dalla Russia alle Americhe.

### Vendita dell'Alaska agli Stati Uniti d'America
La Russia decise di vendere i propri territori in America, a fronte di una specifica richiesta statunitense in tal senso, proprio perché non redditizi. La richiesta di vendita dell'Alaska e delle Aleutine fu avanzata per tramite di William H. Seward, Segretario di Stato degli Stati Uniti d'America, e fu accolta dall'Impero russo. Il contratto di vendita fu quindi firmato il 9 aprile 1867 per un prezzo di 7.200.000 dollari.

## Testimonianze della presenza russa in America

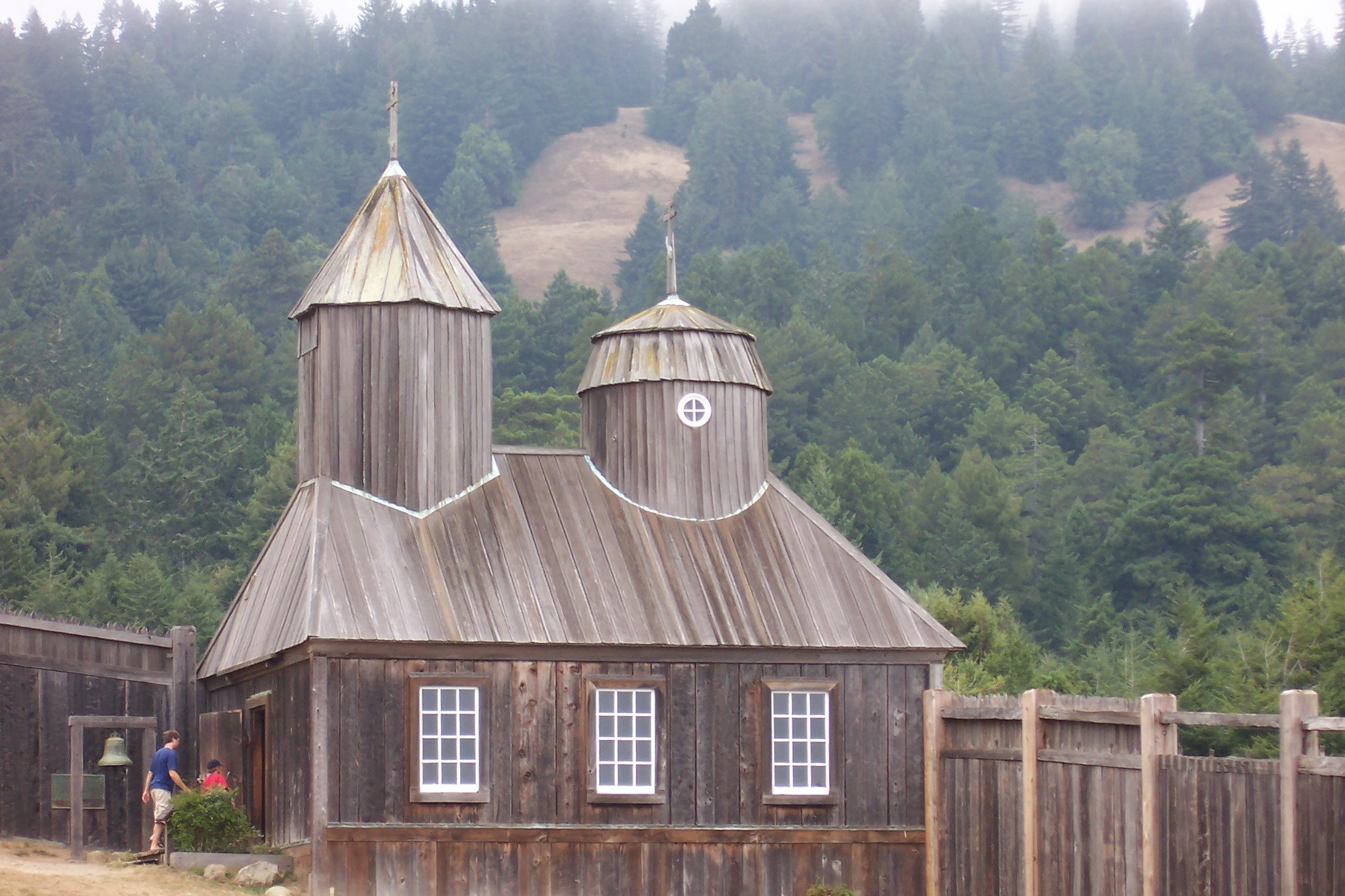
Fort Ross, contea di Sonoma (California)

La presenza storica dei russi nella California è provata da un ritrovamento archeologico avvenuto nel 1920 in un boschetto di aranci vicino alla Missione San Fernando Rey de España di Velicatá. In quell'anno venne dissotterrata una campana, del peso di circa 100 libbre, che riportava la seguente iscrizione in lingua russa: «Nell'anno 1796, nel mese di gennaio, questa campana venne fusa nell'isola Kodiak con la benedizione dell'Archimandrita Joaseph, durante la permanenza di Alexandr Baranov».
Non si sa come questa campana ortodossa russa da Kodiak sia arrivata fino ad una missione spagnola nella California meridionale, sebbene il suo ritrovamento confermi l'esistenza di un'antica emigrazione russa sulle coste del Pacifico e di un commistione culturale con le due culture già presenti in questa zona, ovvero quella spagnola e quella dei Nativi Americani.
La Chiesa ortodossa russa può far risalire la propria presenza nell'America settentrionale a queste prime missioni russe. In Alaska vissero anche alcuni santi ortodossi come Sant'Ermanno d'Alaska, Innocenzo d'Alaska e Pietro l'Aleuta, il cui tradizionale culto prosegue ai giorni nostri ed è uno dei punti di forza della comunità ortodossa in Alaska.

## Memoria storica della colonizzazione
Una serie di monete commemorative fu emessa nell'URSS negli anni 1990-1991 per celebrare il 250º anniversario della colonizzazione russa dell'America. Questa serie è costituita da una moneta d'argento, da una moneta di platino e da quattro monete di palladio.